# Xut a pals

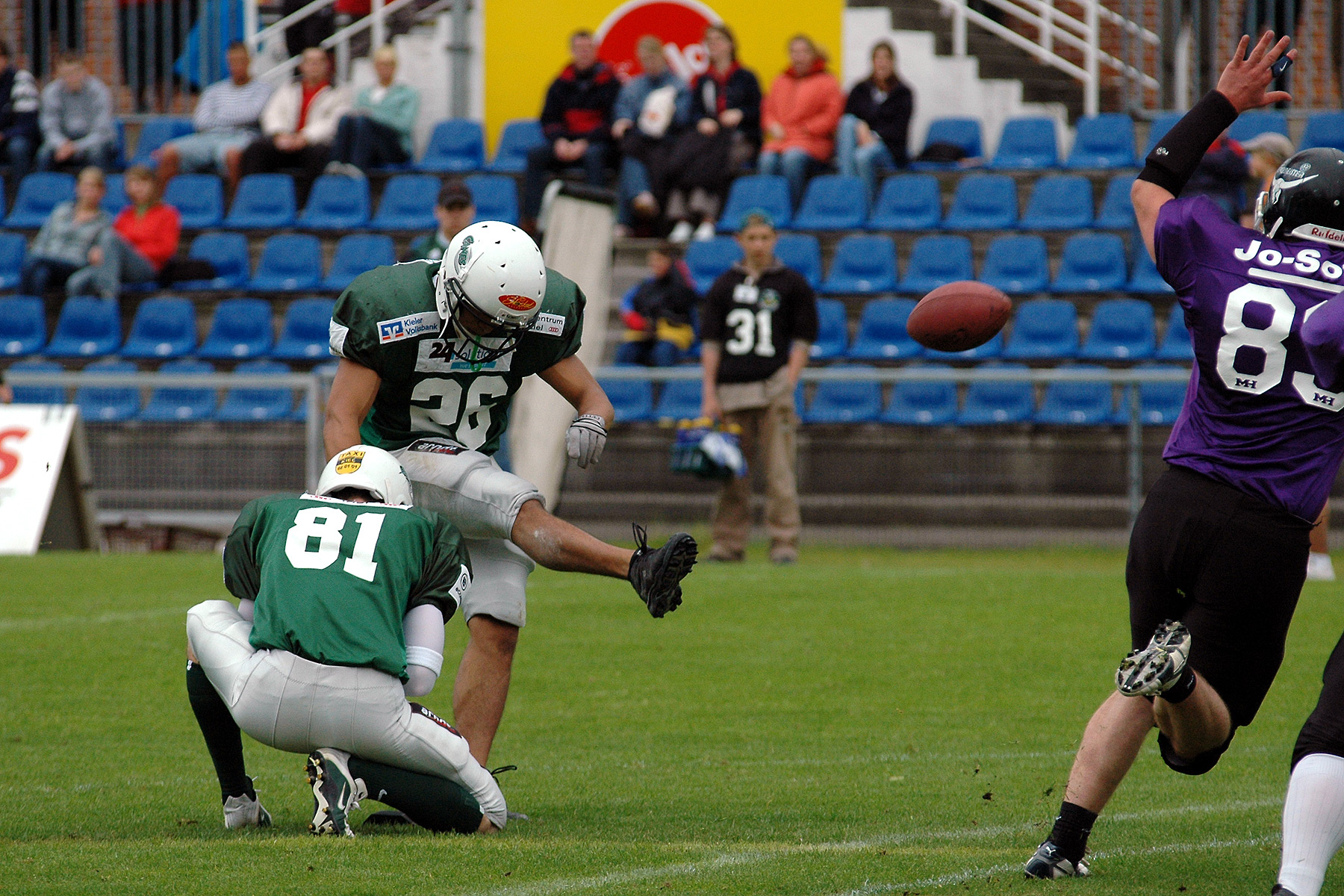
Execució d'un xut a pals.

En futbol americà, un xut a pals (també anomenat gol de camp), en anglès field goal (FG), és un xut dirigit contra els pals situats al final de la zona d'anotació del camp amb l'objectiu d'aconseguir tres punts.
Aquest xut s'executa normalment quan l'equip atacant no ha pogut avançar les 10 iardes reglamentàries en els tres primers dels quatre intents (downs) i la pilota està en una zona adequada per intentar el xut (entre les 0 i les 50 iardes aproximadament). En aquest moment es posa a jugar un dels que s'anomenen equips especials i adopta una formació normalment amb set jugadors a la línia de scrimmage, dos als extrems una mica més endarrerits i a unes 7 iardes el col·locador, i encara més endarrerit el xutador. En el moment adequat, l'esnàper llarg farà l'esnap cap al col·locador, que posarà la pilota a terra verticalment i el xutador la llençarà cap a la porteria, amb l'objectiu que la pilota passi per sobre del pal horitzontal i entre els verticals.